# Fasty (przystanek kolejowy)
Fasty – przystanek kolejowy w miejscowości Fasty na linii kolejowej Białystok – Ełk – Bartoszyce. Położony 4 km od granicy administracyjnej Białegostoku. 

## Ruch pasażerski
| Rok  | Wymiana pasażerska na dobę |
| ---- | -------------------------- |
| 2017 | 0-9                        |
| 2022 | 0-9                        |

## Połączenia
- Białystok
- Ełk
- Szczecin przez Warszawę